# Ngapa
Ngapa ist ein Verwaltungsbezirk (Ward) des Distrikts Tunduru in der tansanischen Region Ruvuma.

## Geografie
Ngapa liegt im Süden von Tansania etwa 70 Kilometer Luftlinie nordöstlich der Distrikthauptstadt Tunduru an der Grenze zur Region Lindi. Der Bezirk grenzt im Norden und im Osten an den Distrikt Nachingwea, im Süden an Tinginya, im Südwesten an Mindu und im Westen an Majimaji. Bei der Volkszählung 2022 lebten 4747 Menschen in 1351 Haushalten auf einer Fläche von 600 Quadratkilometern.

## Gliederung
Der Bezirk besteht aus drei Gemeinden (Mtaa) mit 14 Orten (Kitongoji):
| Ngapa - Kati - Miembeni - Kilimahewa - Ngapa B Mashariki - Kologwe | Mnazimmoja - Mbungulaji - Lumesule - Same - Mnazimmoja - Pemba | Chawisi - Mungurumo - Jiungeni - Semeni - Mbaya |

## Wirtschaft und Infrastruktur
- Bildung: Im Bezirk gibt es keine weiterführende Schule.[8]
- Gesundheit: In den Gemeinden Ngapa[9] und Mnazimmoja[10] gibt es je eine staatliche Apotheke.

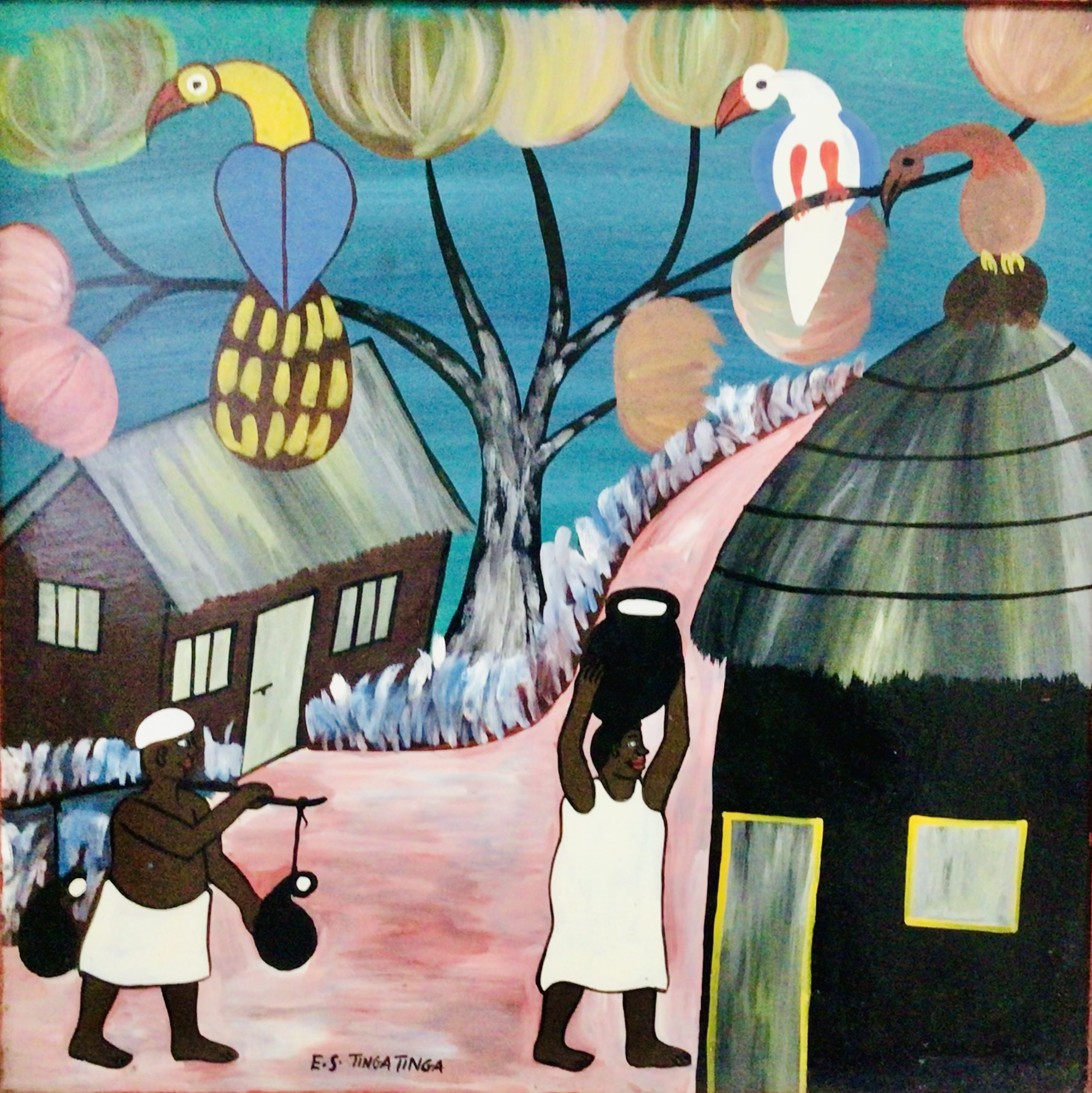
Bild von Edward Tingatinga

## Persönlichkeiten
Der Maler Edward Tingatinga wurde in Ngapa geboren.